# Nils Ljunggren
Nils Teodor Ljunggren,  född den 3 september 1893 i Morlanda församling, Göteborgs och Bohus län, död den 11 november 1971 i Stockholm, var en svensk jurist. Han var bror till Gustaf Ljunggren.
Ljunggren blev filosofie kandidat 1914, juris kandidat 1917, assessor i Svea hovrätt 1924, hovrättsråd 1931 och revisionssekreterare 1933. Han var sekreterare hos 1829 års vägsakkunniga 1930–1933, biträde inom kommunikationsdepartementet med behandling av frågor om väglagstiftning 1933–1935 och sekreterare hos särskilda utskottet vid 1934 års riksdag. Ljunggren var justitieombudsmannens suppleant 1934–1935, justitieombudsman 1935–1944 och justitieråd 1944–1960. Han blev kommendör med stora korset av Nordstjärneorden 1945. Ljunggren är begravd på Kattnäs kyrkogård.